# 2234 Schmadel
2234 Schmadel este un asteroid din centura principală, descoperit pe 27 aprilie 1977, de Hans-Emil Schuster.